# کلیک ایرویز
کلیک ایرویز (به انگلیسی: Click Airways) یک شرکت هواپیمایی با کد یاتا C4 است که در تاریخ ۲۰۰۴ میلادی تأسیس شده است.
دفتر مرکزی کلیک ایرویز در شارجه, امارات متحده عربی واقع شده‌است و قطب این شرکت هواپیمایی در فرودگاه بین‌المللی شارجه قرار دارد و به ۵ مقصد، پرواز مستقیم انجام می‌دهد.

## مقصدهای پروازی
- افغانستان
  - بگرام - میدان هوایی بگرام
  - کابل - میدان هوایی بین‌المللی حامد کرزی
  - قندهار - میدان هوایی بین‌المللی قندهار
- جیبوتی
  - جیبوتی - فرودگاه بین‌المللی جیبوتی-امبوولی
- عراق
  - بغداد - فرودگاه بین‌المللی بغداد